# Aulonocnemis meridionalis
Aulonocnemis meridionalis är en skalbaggsart som beskrevs av Antoine Boucomont 1937. Aulonocnemis meridionalis ingår i släktet Aulonocnemis och familjen Aulonocnemidae. Inga underarter finns listade.